# Пунта-Сан-Виджилио
Пунта-Сан-Виджилио — местечко в коммуне Гарда, носящей название местного озера.
Собственность графа Гваренти из Брендзоне (Guarienti di Brenzone), имеет форму полуострова, прикрывающего северо-западный залив озера. Там имеются вилла, маленький храм, историческая гостиница, пристань для яхт, бухта Сирены (la Baia delle Sirene).
Сан-Виджилио, носящий имя св. Вигилия, издавна был местом посещения знаменитых особ: здесь бывали Мария-Луиза Австрийская, графиня Пармы, король Неаполя, российский император Александр I, Уинстон Черчилль, Отто Ган с супругой, художница Edith Junghans, Лоренс Оливье, Вивьен Ли Чарльз, принц Уэльский.

## Галерея

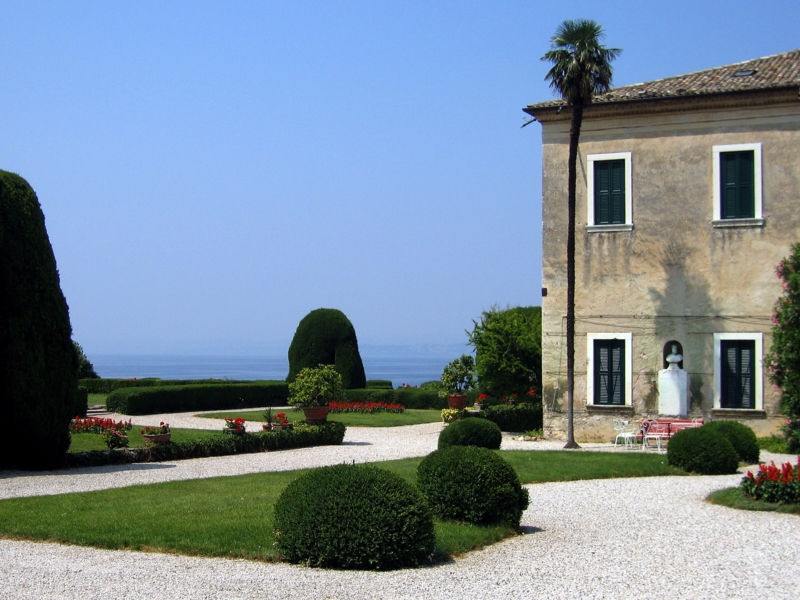
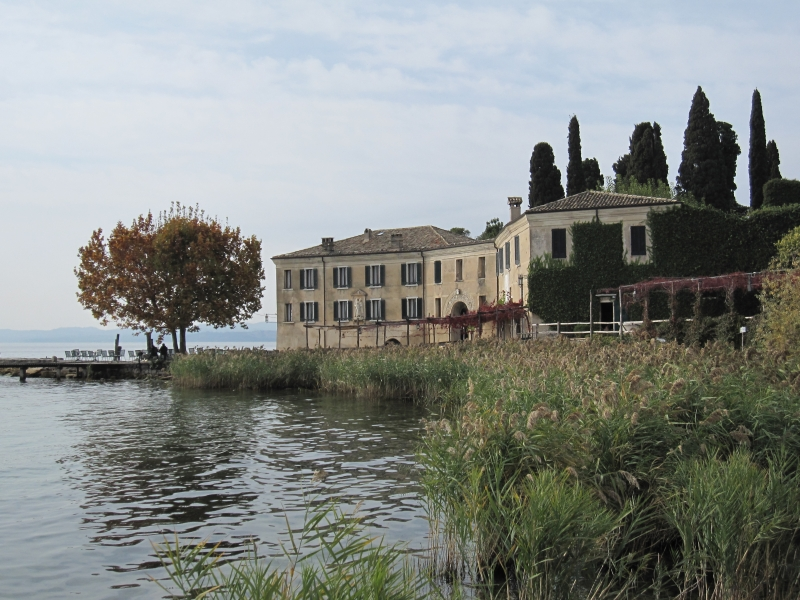
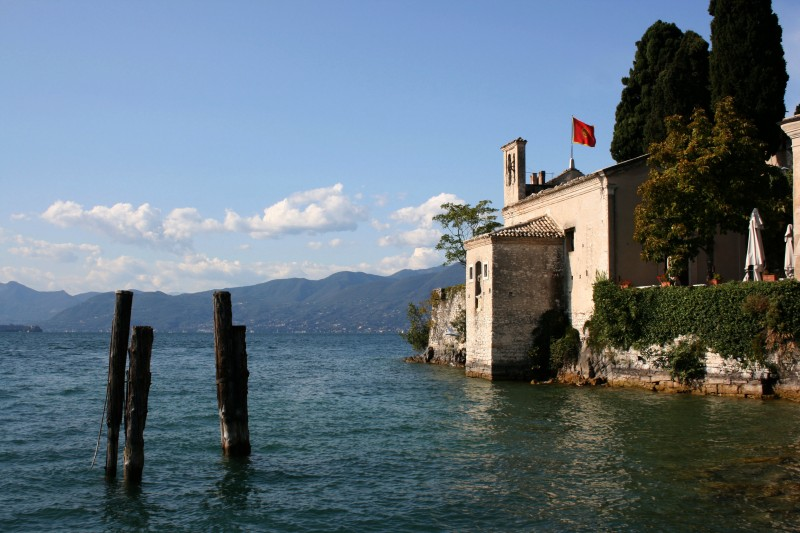
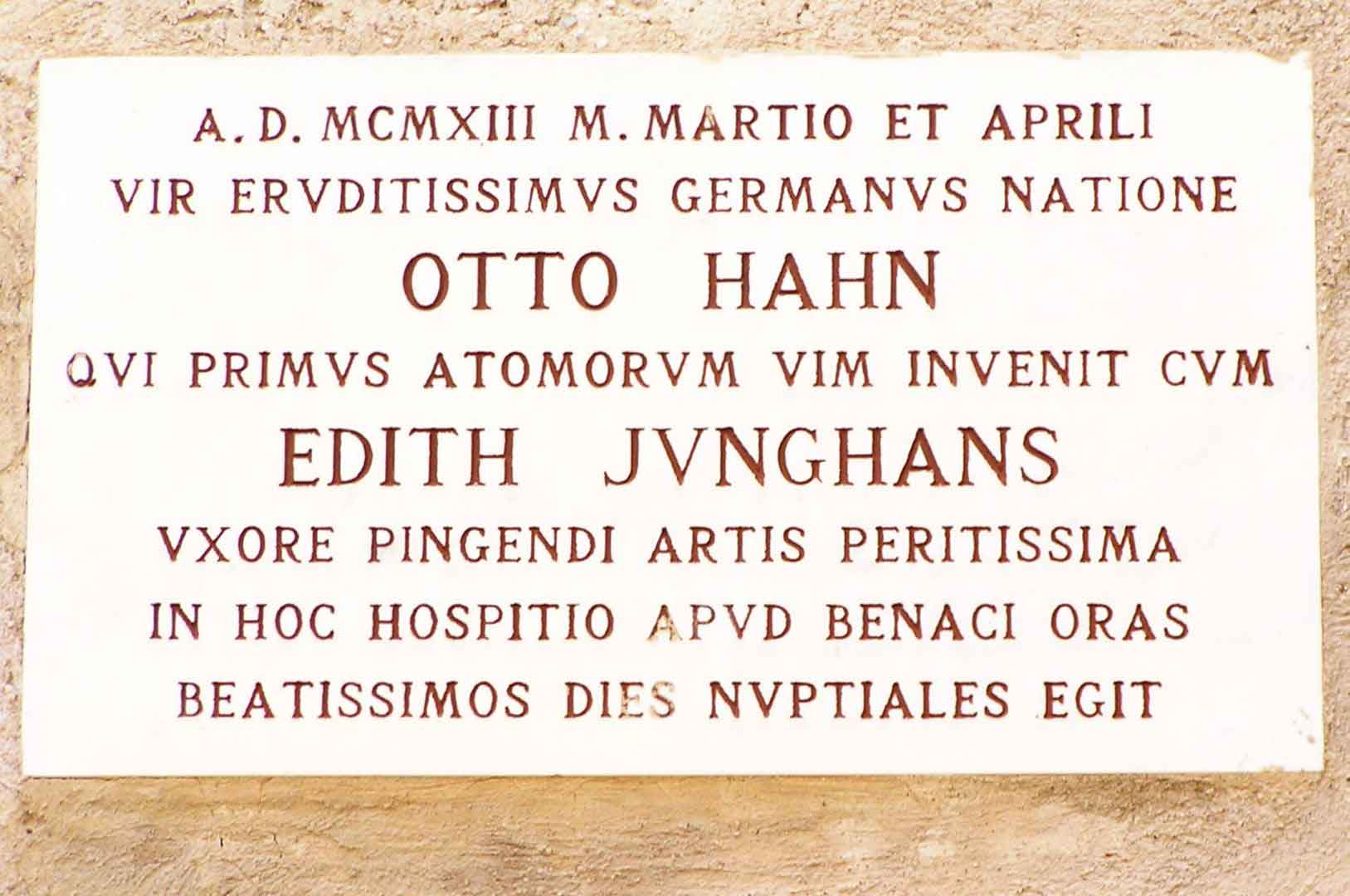